# چراغ مرداب
چراغ مرداب (نام علمی: Lysichiton) نام یک سرده از تیره گل‌شیپوریان است.